# Lista de capítulos de Gintama
O mangá Gintama é escrito e ilustrado por Hideaki Sorachi e é publicado pela editora Shueisha na revista Weekly Shōnen Jump. O primeiro capítulo de Gintama foi publicado em dezembro de 2003, já tendo ultrapassado mais de 590 capítulos lançados atualmente. Nesta página, os capítulos estão listados por volume, com seus respectivos títulos originais (volumes com seus títulos originais abaixo do traduzido e capítulos com seus títulos originais na coluna secundária). Alguns capítulos saíram apenas na Shōnen Jump, não tendo sido lançados na forma de volumes, porém, eles também estarão listados aqui.

## Volumes 1~20
| - 1. Não há maldade naqueles que têm um permanente natural. - 2. Os donos têm que cuidar de seus animais de estimação até o fim. - 3. Cuidado! A Jump pode sair aos sábados. - 4. Se alguém parece ser uma boa pessoa a primeira vista, pode ter certeza que não é. - 5. Faça amigos que chamem uns aos outros por apelidos pelo resto de suas vidas. - 6. Se vocês têm tempo para ser terroristas, levem o Pero para passear. - Omake. Dente-de-leão | - 1. 天然パーマに悪いやつはいない - 2. ペットは飼主が責任を持って最後まで面倒を見ましょう - 3. ジャンプは時々土曜日に出るから気を付けろ - 4. 第一印象がいい奴にロクな奴はいない - 5. ジジイになってもあだ名で呼び合える友達を作れ - 6. お前らテロなんてやってる暇があるならペロの散歩にでも行ってきな - Omake. だんでらいおん |

| - 7. Se você fez uma promessa, cumpra-a nem que custe a sua vida. - 8. A diferença entre persistência e teimosia é quase imperceptível. - 9. Uma boa luta tem que ser só com os punhos. - 10. Se estiver cansado, coma algo azedo. - 11. Bolinhos ruins não são bolinhos, seu idiota. - 12. Senhoritas do Japão, não cheguem tarde em casa. - 13. Só coisas sujas nascem em um banheiro. - Omake. Shirokuro | - 7. 一度した約束は死んでも守れ - 8. 粘り強さとしつこさは紙一重 - 9. 喧嘩はグーでやるべし - 10. 疲れた時は酸っぱいものを - 11. べちゃべちゃした団子なんてなぁ団子じゃねぇバカヤロー - 12. 全国のコギャルども門限は守れ - 13. 便所で生まれるのは汚れたものばかり - Omake. しろくろ |

| - 14. Se é pra fazer Cosplay, faça direito! - 15. Homens têm um estranho hábito de pensar que precisam tocar em um sapo pra virar homens. - 16. Pensando bem, a velhice não dura mais que a juventude? Caramba!! - 17. Mesmo que você não esteja bêbado, finja que está e puxe a peruca do seu chefe. - 18. Se você é homem, experimente esse peixe-espada! - 19. Famosos fazem as mesmas coisas que adolescentes normais. - 20. Bichos de estimação são a cara do dono. - 21. Quanto mais longo é o cabelo, mais irritante é a criança. - 22. Estresse causa perda de cabelo, mas tentar não se estressar causa estresse, então de todo jeito você fica estressado. | - 14. コスプレするなら心まで飾れ - 15. 男にはカエルに触れて一人前みたいな訳のわからないルールがある - 16. 考えたら人生ってオッさんになってからの方が長いじゃねーか! 恐っ!! - 17. 酔ってなくても酔ったふりして上司のヅラ取れ - 18. 男ならとりあえずカジキ! - 19. アイドルだって ほほお前らと同じことやってんだよ - 20. 飼い主とペットは似る - 21. 襟足の長さと子共の憎たらしさは比例する - 22. ストレスはハゲる原因になるがストレスをためないように気を配るとそこでまたストレスがたまるので結局僕らにできることなんて何もない |

| - 23. Você só precisa lavar os sovacos. Só os sovacos. - 24. Aumente seus defeitos em 30% quando contá-los. Assim todos se divertem ouvindo. - 25. Você fala "Que bonitinho!" tantas vezes que deve se achar a coisa mais fofa do mundo. - 26. Pode esquecer de levar qualquer coisa na viagem, até as calcinhas. Mas não esqueça do Uno. - 27. Está numa situação difícil? Sorria, sorria. - 28. É isso aí! Nossa família é a melhor. - 29. Você acha que vai conseguir estudar pra prova ouvindo música? Desista de uma vez! - 30. Não são as pessoas malvadas que arrumam mais confusão, são as hiperativas. - 31. Filhos só herdam os defeitos dos pais. | - 23. 脇だけ洗っときゃいいんだよ 脇だけ - 24. 昔の武勇伝は三割増で話せ盛り上がればいいんだよ 盛り上がれば - 25. カワイイを連発する自分自身をカワイイと思ってだろ お前ら - 26. 旅にはパンツは忘れてもUNOは忘れるな - 27. 困った時は笑っとけ笑っとけ - 28. ああ やっぱり我が家が一番だわ - 29. 音楽なんて聴きながら受験勉強なんてできると思ってんのか お前は! もう切りなさい! - 30. 事件は悪い奴が起こすんじゃないはしゃぎすぎた奴が起こすんだ - 31. 親子ってのは嫌なとこばかり似るもんだ |

| - 32. Por que a água do mar é salgada? Por que vocês da cidade mijam nela quando nadam!! - 33. Cuidado com as esteiras rolantes. - 34. Homens com grandes complexos de inferioridade fazem grandes trabalhos. - 35. Não se desespere! Aceitamos devolução. - 36. Não tenha vergonha, pode levantar a mão e falar. - 37. Pare de pilotar essa moto como se estivesse numa gangue. - 38. Travestis conhecem tanto a burrice dos homens quanto a astúcia das mulheres. - 39. Rostinhos bonitos sempre estão escondendo alguma coisa. - 40. O casamento é um mal-entendido que dura a vida inteira. | - 32. 海の水がなぜしょっぱいかだと? オメーら都会人が泳ぎながら用足してくからだろーかアア!! - 33. ベルトコンベアには気を付けろ - 34. コンプレックスがデカイ奴は成す仕事もデカイ - 35. 慌てるな! クーリングオフというものがある - 36. 恥ずかしがらずに手を挙げて言え - 37. 暴走はもうやめろ - 38. オカマは男のバカさも女のズルさも全部知ってる - 39. カワイイ顔には必ず何かが隠れてる - 40. 結婚とは勘違いを一生涯し続けることだ |

| - 41. Pense bem: cogumelos Matsutake são tão gostosos assim? - 42. Agarre seus sonhos com os punhos. - 43. Todos os homens são românticos. - 44. Existem coisas que uma espada não é capaz de cortar. - 45. Coisas boas nunca acontecem comigo, mas as ruins acontecem o tempo todo. - 46. Quanto mais gostosa é a comida, pior ela fica depois que estraga. - 47. Eu avisei que era pra ficar ligado nas notícias. - 48. Gente que tem um passado obscuro não sabe ficar quieta. - 49. Depois que usar uma privada automática, você nunca mais vai querer saber das outras. | - 41. そんなに松茸って美味しいもんなのか一度よく考えてみよう - 42. 夢は拳でつかめ - 43. 男はみんなロマンティスト - 44. 刀じゃ斬れないものがある - 45. いい事は連続して起こらないくせに悪い事は連続して起こるもんだ - 46. 美味いものほど当たると恐い - 47. テレビとか新聞とかちゃんと見ないとダメだった - 48. すねに傷がある奴ほどよくしゃべる - 49. 一度ウォシュレット使うともうそれ以外のトイレはなんかもうダメ |

| - 50. Você sempre se lembra das coisas menos importantes. - 51. A vida se move como uma esteira rolante. - 52. Playgrounds são para crianças brincarem. - 53. Acha que rezar vai acabar com todos os seus problemas? Faça algo você mesmo. - 54. É falta de educação errar o nome dos outros. - 55. Restaurantes de Rámen com opções demais no cardápio estão fadados a falência. - 56. Comer sorvete no inverno é tão bom. - 57. O que significa o "Bonbon" em "Whiskey Bonbon"? - 58. Gravidez planejada é uma boa opção. | - 50. どうでもいいことに限ってなかなか忘れない - 51. 人生はベルトコンベアのように流れる - 52. 公園は子供たちのものだ - 53. 煩脳が鐘で消えるかァァァ 己で制御しろ己で - 54. 人の名前とか間違えるの失礼だ - 55. メニューが多いラーメン屋はたいてい流行っていない - 56. 冬に食べるアイスもなかなかオツなもんだ - 57. ウイスキーボンボンのボンボンって何? - 58. 子作りは計画的に |

| - 59. Bata na porta antes de usar o banheiro. - 60. Não julgue um filme pelo título. - 61. Se você mijar em uma minhoca ela cresce. - 62. Você só vai passar uns vinte anos vivendo com seu pais, então trate-o bem. - 63. Dê logo uma surra no seu genro. - 64. Desenhe os personagens de maneira que dê pra identificá-los só pela silhueta. - 65. Não se julga alguém pela sua aparência. - 66. Cerejas nascem em cerejeiras? - 67. O "M" não é de "Masoquista" é de "Matar meus inimigos". | - 59. トイレに入るときはまずノック - 60. タイトルだけじゃ映画の面白さはわからない - 61. みみずにおしっこかけると腫れるよ - 62. せいぜい一緒に過ごす期間なんて二十年くらいなんだから娘さんはお父さんを大切にしてあげて - 63. 娘の彼氏はとりあえず殴っとけ - 64. キャラクターはシルエットだけで読者に見分けがつくように描き分けよう - 65. 外見だけで人を判断しちゃダメ - 66. さくらんぼってアレ桜の木になるの? - 67. Mってある意味 無敵 |

| - 68. A lua sabe de tudo. - 69. A mamãe está ocupada! Não reclame do que ela fez pro jantar. - 70. Uma vida sem aposta é como Sushi sem Wasabi. - 71. Pare de beber quando já tiver ficado "feliz". - 72. Respeite o limite de velocidade quando estiver passeando com seu cachorro. - 73. Um latido vale mais que mil poemas. - 74. Passe aqui quando for maior de idade. - 75. Quanto mais parecidas entre si duas pessoas são, mais elas brigam. - 76. Jogue sempre pra ganhar, não importa o jogo. | - 68. 月は何でもを知っている - 69. お母さんだって忙しいんだから夕飯のメニューに文句つけるの止めなさい - 70. ギャンブルのない人生なんてわさび抜きの寿司みてぇなもんだ - 71. 酒は気もちいい状態の内に止めておけ - 72. 愛犬の散歩は適度なスピードで - 73. 百万編の歌より一吠えのワン - 74. キャバクラ遊びは20歳になってから - 75. 似てる二人は喧嘩する - 76. 何であれ やるからには負けちゃダメ |

| - 77. Leite deve ser servido na temperatura do corpo. - 78. A emprega viu tudo. - 79. Se quiser um encontro com alguém, agende primeiro. - 80. Sempre chegue ao local do encontro com meia hora de antecedência. - 81. Você vai ficar com dor de barriga se dormir com o ventilador ligado. Cuidado! - 82. A vida é cheia de horrores como uma casa mal-assombrada. - 83. Besouros rinoceronte ensinam aos garotos como a vida é preciosa. - 84. Até um inseto de alguns centímetros de cumprimento possui uma alma. - 85. Seja um pouco educado, mesmo na internet. | - 77. ミルクは人肌の温度で - 78. 家政婦はやっぱり見てた - 79. 人に会うときはまずアポを - 80. デートは30分前行動で - 81. 扇風機つけっばなしで寝ちゃうとお腹こわしちゃうから気をつけて - 82. 渡る世間はオバケばかり - 83. 少年はカブト虫を通し命の尊さを知る - 84. 一寸の虫にも五分の魂 - 85. ネットでも最低限のエチケットはもって |

| - 86. Você não precisa de um guia para o amor. - 87. A vida está em constante movimento. - 88. A minha namorada ideal é mesmo a Minami-chan, Hideaki Sorachi. - 89. Croquetes de quiosques com certeza são populares. - 90. Sempre parece que todas as coisas ruins acontecem de uma vez. - 91. As pessoas enlouquecem na lua cheia. - 92. Não esqueça o guarda-chuva em casa. - 93. Somente os caras maus e idiotas gostam de lugares altos. - 94. O sol nascerá. | - 86. 恋にマニュアルなんていらない - 87. 走り続けてこそ人生 - 88. 理想の彼女はやっぱり南ちゃん - 89. 売店ではやっぱりコロッケパンが一番人気 - 90. 災難は続け様に降り懸かる - 91. 満月は人を狂わせる - 92. 傘の置き忘れに注意 - 93. バカとワルは高い所がお好き - 94. 陽はまた昇る |

| - 95. Insetos que vivem na escuridão amam luz - 96. Lustre uma espada com paciência. - 97. Mais vale prevenir do que remediar. - 98. Enganar outra pessoa é como enganar a si mesmo. - 99. A pessoa que diz que Papai Noel não existe é a que mais deseja que ele venha. - 100ª Lição. Um cozido é um reflexo da vida. - 101. Cuidado com o capitão por um dia, Frau Rottenmeier. - 102. Eu tenho que ser eu mesmo. - 103. Somente crianças ficam empolgadas quando veem a neve. | - 95. 闇夜の虫は光に集う - 96. 急がば回れ - 97. 備えあれば憂い無し - 98. ミイラ捕りがミイラに - 99. サンタなんていねーんだよって言い張る奴こそホントはいるって信じたいんだよ - 100. 鍋は人生の縮図である - 101. 一日局長に気をつけろッテンマイヤーさん - 102. 僕が僕であるために - 103. 雪ではしゃぐの子供だけ |

| - 104. Quase todas as mães são iguais. - 105. Muito Kaki-Pi fará mal para a saúde. - 106. Não faça barulho quando estiver mastigando. - 107. Garotas de floriculturas e confeitarias são os pontos fracos dos homens. - 108. Na realidade, Nmaibo mata a sua fome. - 109. Primeiro dango, depois as flores. - 110. Tudo que você pode fazer é sofrer silenciosamente e fazer Sekihan. - 111. Assista o drama da Família Sakata às 19 horas das noites de terça. - 112. O inimigo de ontem é, de algum modo, o inimigo de hoje também. | - 104. どこの母ちゃんもだいたい同じ - 105. 柿ピーはあんまり食べ過ぎちゃダメ - 106. もの食べるときクチャクチャ音をたてない - 107. 花屋とかケーキ屋の娘に男は弱い - 108. んまい棒は意外とお腹いっぱいになる - 109. 華より団子 - 110. そういう時は黙って赤飯 - 111. 火曜7時は坂田家を食卓で - 112. 昨日の敵は今日もなんやかんやで敵 |

| - 113. Tenha cuidado com o manuseio de objetos frágeis. - 114. Eu me espanto com o quanto sangue e ataduras podem parecer legais. - 115. Aqueles que mostram uma forte preferência quanto a certas comidas fazem o mesmo com as pessoas. - 116. Não saia cantando qualquer lixo por aí só por que está chateado. - 117. Quando tiver que fazer algo, faça antes que desista da ideia. - 118. Onde há quatro pessoas, há muita sabedoria. - 119. Cada palavra tem seu antônimo. - 120. Todos cometem erros. - 121. Quando uma cara que usa óculos de repente os tira, é como se uma parte dele estivesse faltando. | - 113. ワレモノ注意 - 114. 血とか包帯って…なんかカッケー 憧れる - 115. 食べ物の好き嫌い多い人は人間の好き嫌いも多い - 116. 落ちてたからって何でも拾ってきちゃダメ - 117. やる前にやれ - 118. 四人揃えばいろんな知恵 - 119. 言葉には裏がある - 120. 間違いは誰にでもある - 121. 普段 眼鏡をかけてる奴が眼鏡を外すとなんかもの足りないパーツが一個足りない気がする |

| - 122. Todos têm alguém com quem se importar. - 123. A melhor maquiagem de uma mulher é seu sorriso. - 124. A previsão da Jump para a edição seguinte não é confiável. - 125. Dirija usando o método "Talvez". - 126. Uma almôndega canina tem um cheiro bem agradável. - 127. Se você não por seu ar-condicionado para desligar automaticamente, provavelmente pegará um resfriado quando estiver dormindo. - 128. Sorte não tem nada a ver com classe social. - 129. Às vezes ficamos tão concentrados em contar ovelhas que nos esquecemos de dormir. - 130. Se você só comer comida apimentada, você terá hemorroidas. | - 122. 誰もが誰かを思ってる - 123. 女の一番の化粧は笑顔 - 124. ジャンプの次号予告は当てにならない - 125. かもしれない運転で行け - 126. 犬の肉球はこうばしい匂いがする - 127. クーラーはタイマーで切れるようにしてから寝ないと風邪ひくよ - 128. 運に身分は関係ない - 129. 羊数えるの自体に夢中になったりして結局 眠れないことも多い - 130. 辛いもんばっか食べてっと痔になるぞ |

| - 131. Homens são problemáticos. - 132. Aplique um German Suplex em qualquer mulher que perguntar: O que é mais importante, eu ou o seu trabalho? - 133. Uma floresta é o melhor lugar para se esconder uma árvore. - 134. Um Mangaká é um profissional quando ele tiver um estoque de manuscritos prontos. - 135. Cada homem tem um ovo Hard-Boiled em seu coração. - 136. Até um vilão poderia ser pai de alguém. - 137. Um ovo Hard-Boiled não quebra. - 138. Você pode conseguir quase tudo que quiser em um armazém. - 139. Um encontro às cegas é divertido até começar. | - 131. 男ってメンドくさい - 132. 私と仕事どっちが大事なのとかいう女にはジャーマンスープレックス - 133. 木を隠すなら森 - 134. 漫画家は原稿のストックが出来てこそ一人前 - 135. 男は心に固ゆで卵 - 136. 悪人でも親は親 - 137. 固ゆで卵は潰れない - 138. ロフトにいけば大体何でもある - 139. 合コンは始まるまでが一番楽しい |

| - 140. Por favor, coopere com a separação do lixo. - 141. Não salve pontos na vida real. - 142. Nada pode competir com lágrimas de uma mulher. - 143. Muito bonito é assustador. - 144. Canções ocidentais são difíceis de aprender. - 145. Pessoas que dizem que estão fazendo isso por causa de outro, estão, na sua maioria, fazendo isso para si. - 146. Alguns dados não podem ser excluídos. - 147. Apenas uma hora de Vídeo Game por dia. - 148. Não passar o dia inteiro fora jogando Vídeo Game. | - 140. ゴミの分別回収にご協力ください - 141. 人生にセーブポイントはない - 142. 女の涙に勝るものなし - 143. 可愛いモノも多すぎると気持ち悪い - 144. 洋楽は皆うろ覚え - 145. 誰々のためにとか言う奴は大抵自分のためだったりする - 146. 消せないデータもある - 147. ゲームは一日一時間 - 148. 休みだからってゲームばっかやっちゃダメ |

| - 149. Vida e Vídeo Game são cheios de Bug. - 150. Desastres vêm em três. - 151. Até mesmo os heróis têm problemas. - 152. Tente ver pessoas de pontos bons em vez de maus. - 153. Quando você está em um trem, tem segurar as Correias com as duas mãos. - 154. Homens, sejam Dorks. - 155. O amor conquista tudo. - 156. Se você quer perder peso, mude. - 157. Se você quer perder peso, não coma. | - 149. 人生もゲームもバグだらけ - 150. 2度あることは3度ある - 151. ヒーローだって悩んでる - 152. 人の短所を見るより長所を見つけられる人になれ - 153. 電車に乗るときは必ず両手を吊り革に - 154. 男達よマダオであれ - 155. 愛は勝つ - 156. やせたいなら動け - 157. やせたいなら食べるな |

| - 158. Coisas novas tem muitas funções. - 159. Regras são feitas para serem quebradas. - 160. Otakus são muito falantes. - 161. Fanáticos de verdade precisam de três cada um. - 162. Há uma fina linha entre um ponto positivo e um ponto negativo. - 163. Um uniforme faz você enxergar 20% melhor. - 164. Não jogue na linha férrea. - 165. Um maquinador é pego em seu próprio esquema. - 166. Coisas importantes são difíceis de ver. | - 158. 最近のは色々機能つきすぎ - 159. 掟は破るためにこそある - 160. オタクは話好き - 161. アニメは三つ欲しい - 162. 長所と短所は紙一重 - 163. 制服は二割増し - 164. 線路で遊んじゃいけません - 165. 策士 策に溺れる - 166. 大切なものは見えにくい |

| - 167. Ouça o que outras pessoas dizem para você. - 168. Ritmo e tempo são úteis em qualquer empreendimento. - 169. Coisas desagradáveis são adoráveis. - 170. O que você não sabe não pode ferí-lo. - 171. Um homem nunca deve deistir. - 172. Eu me odeio, eu quase sempre deixo meu guarda-chuva em algum lugar. - 173. A vida é um teste. - 174. A melhor parte de férias de verão está antes de começar. - 175. É importante gastar um tempinho só. | - 167. 人の話をちゃんと聞け - 168. 何事もノリとタイミング - 169. 好かれないものほど愛おしい - 170. 知らぬが仏 - 171. 男なら諦めるな - 172. ほぼ100%の確率でビニール傘を置き忘れてくる自分が嫌い - 173. 人生は試験だ - 174. 夏休みは始まる前が一番楽しい - 175. 一人の時間も大事 |

## Volumes 21~40
| - 176. Idade traz sabedoria. - 177. Vai, apesar de sua forte idade. - 178. Quando as férias de verão das crianças começam os adultos ficam muito animados. - 179. Beleza é comer fruta de Verão. - 180. Ir em linha reta mesmo se você está com idade dobrada. - 181. Um homem deve beber Sake sozinho enquanto olha para a lua. - 182. Flores em madeira morta. - 183. Ela é mais feliz quando está trabalhando. - 184. As crianças não sabem como os pais se sentem. | - 176. 亀の甲より年の功 - 177. 老いてなおお盛ん - 178. 子供の夏休みが始まると大人も何かワクワクする - 179. 美は夏の果実の如き物 - 180. 腰は曲がってもまっすぐに - 181. 男は一人で月見酒 - 182. 枯れ木に花 - 183. 起きて働く果報者 - 184. 親の心 子知らず |

| - 185. Quanto menos se falar, melhor é. - 186. Devolver o que você pegou emprestado. - 187. Os contos de um trabalhador! É sushi! - 188. Incidente do banheiro horrível do Shinsengumi. - 189. Para um novato uma Phillips e uma cabeça chata são tão esplêndidas. - 190. O poder da imaginação é o melhor entre duas pessoas. - 191. Parâmetros na vida real e nos jogos da Internet estão diretamente inversos. - 192. Sempre ter uma chave de fenda em seu coração. - 193. "Gaolbreak 2" Se você tiver violado livremente a prisão, antes, não é gaolbreaking? | - 185. 言わぬが花 - 186. 借りたものは返せ - 187. 一度取った皿は戻さない - 188. 便器を磨く事これ心を磨く事なり - 189. 素人はプラスとマイナスだけで十分だ - 190. 想像力は中2で培われる - 191. 現実とネットゲームのパラメーターは反比例する - 192. いつも心に一本のドライバー - 193. 「プリズンブレイク シーズン2｣ってアレもうプリズンをブレイクしてるからプリズンブレイクじゃなくね? |

| - 194. Todo mundo é um fugitivo de uma prisão chamada "eu". - 196. Vamos ter uma conversa sobre o passado. - 196. Lutas, muitas vezes, acontecem durante as viagens. - 197. Prata e o bom para nada de Sua Alteza. - 198. A linha sob sua cueca é absolutamente incontornável. - 199. Com certeza é divertido desenhar no estilo Deformado. - 200. Oh! Esse é o Capítulo 200? Não se preocupe com isso. - 201. Para descansar um fantasma fica a seu critério. - 202. Uma caixa de cigarro com só dois cigarros, cheira parecido com um cara que entra numa sala com o cheiro de esterco de cavalo. | - 194. 人は皆 自分という檻を破る脱獄囚 - 196. 時には昔の話をしようか - 196. 旅行先ではだいたいケンカする - 197. 銀と閣下の穀潰し - 198. ブリーフのウン筋は絶対不可避 - 199. ディフォルメだと色塗るのが楽 - 200. 二百回とか気にしないでいこうか - 201. 幽霊ネタやる時は慎重に - 202. タバコは一箱に一、二本馬糞みたいな匂いのする奴が入っている |

| - 203. Há algumas coisas que palavras não podem expressar. - 204. Essa cara foi decidida. - 205. Há coisas que você não vai entender, sem encontrar-se. - 206. Há coisas que você não vai entender mesmo se você conhecer outra. - 207. Seja cuidadoso com o que você pega para comer. - 208. Proprietários de gato e proprietários de cachorro nunca Olham nos Olhos de outros. - 209. Precisa de energia? Deixa para o álcool. - Omake. "13" | - 203. 文字でしか伝わらないものがある - 204. 文字だけじゃ伝わらないものもある - 205. 会わないとわからないこともある - 206. 会ってもわからないこともある - 207. 拾い食いに気をつけろ - 208. 猫好きと犬好きは相容れない - 209. 酒の勢いに任せるな - Omake. 「13 サーティーン｣ |

| - 210. Não coloque sua carteira no bolso de trás. - 211. Rosas de arbustos podem até vir mais espinhosas. - 212. Cuidado com os caras que usam guarda-chuvas em dias ensolarados. - 213. Usar duas páginas da Jump é tão bom. - 214. Se transações comerciais vierem antes, esforce-se para a morte. - 215. É perigoso interromper uma briga. - 216. Muita gente acha que seios pequenos são bonitos, Rambo não é imprudente, e que "amigo" e "ah, uma verruga" não é o mesmo som. - 217. A vida é tudo sobre como escolher o pé direito. - 218. Mamãe só pode parar a luta entre irmãos. | - 210. 財布は尻(ケツ)ポケットに入れる - 211. 綺麗な薔薇には棘がある - 212. 晴れの日に雨傘さす奴には御用心 - 213. 見開きを使うとジャンプっぽい - 214. 決闘前には用を足せ - 215. ケンカの横槍は危険 - 216. 微乳とと美乳を同じだと思っている奴が多いけれど ランボーと乱暴くらい違うからね ｢相棒｣と｢あっ疣(いぼ)｣くらい違うからね - 217. 人生は選択肢の連続 - 218. 兄妹喧嘩を止められるのは母ちゃんだけ |

| - 219. Pessoas que dizem "Eu estou realmente ficando com raiva", na verdade, não estão com raiva de todos. - 220. Esse é o supervilão que têm o melhore sorriso. - 221. Não há noite sem aurora. - 222. Pé de quatro patas é animalesco, enquanto duas pernas estão em pé numa apresentação de bravata é o homem. - 223. Não tire a confiança de histórias antes de dormir. - 224. Mulheres que, por sua vez, usam truques não são confiáveis. - 225. Não muda o permanente, mesmo se estiver em chamas. - 226. Abra seus braços largos o suficiente e eles vão desaparecer ao longe. - 227. Várias pessoas trazendo vários títulos. - 228. Durante o dia gosto de bebidas um pouco diferentes. | - 219. ｢マジキレそうだわ｣を多用する奴はまずキレない - 220. 腹黒い奴程 笑顔がキレイ - 221. 明けない夜はない - 222. 四本足で立つのが獣二本足と意地と見栄で立つのが男 - 223. 寝物語は信用するな - 224. 水商売の女は信するな - 225. 天然パーマは燃えても変わらない - 226. 手をのばす程に遠くなる - 227. 絆の色は十人十色 - 228. 昼間に飲む酒は一味違う |

| - 229. Todos os adultos são instrutores de todas as crianças. - 230. Você tem que se levantar e fazer o seu próprio presépio. - 231. Fofoca nascida na barbearia está entre as mais inúteis do mundo. - 232. Superiores seres celestiais são aqueles que criaram os topetes. - 233. Zíperes devem ser abertos com cuidado. - 234. Bandidos dormem com mais frequência. - 235. Quando seu picolé está na metade e começa a deslizar no palito, é nesse momento que aparece babacas querendo um pedaço. - 236. Normalmente, festas de Aniversário transformam-se em reuniões indesejadas. - 237. Dormir ajuda uma Criança a Crescer. | - 229. 全ての大人達は全ての子供達のインストラクター - 230. 己の居場所は己で作るものなり - 231. 床屋で交わされる店員との会話は世界で一番どうでもいい - 232. 天は人の上に人をつくらず 髷をつくりました - 233. チャックはゆっくり引きあげろ - 234. 悪い奴程よく眠る - 235. チューパットを二つに分ける時はあの持つトコある奴の方がなんかイイ あそこから飲むのもオツ - 236. 誕生日会はいつものアイツが違う奴に見える - 237. 寝る子は育つ |

| - 238. Precisa de um pouco de coragem para entrar no estande de um vendedor de rua. - 239. Gente preciso de um campo de batalha para se sentir completa. - 240. Certifique-se de levar seus amigos infectados para um hospital. - 241. Quando em uma caixa de papelão um mau ruínas maçã do cacho. - 242. Se ele se parece com um estrangeiro é um estrangeiro, se ele se parece com um alienígena, é um alienígena. - 243. Laputa é bom depois de ver tantas vezes. - 244. Amor muitas vezes se tornam crueldade. - 245. Mesmo um barco negro é chamativo quando ele afunda. - 246. Há montes de sujeira sob o salgueiro. | - 238. 屋台に入るには微妙に勇気がいる - 239. 男が揃えばどんな場所でも戦場になる - 240. 友達がケガしたらすぐに病院へ - 241. みかんは一個腐るといつの間にかダンボール中のみかんを腐らせる - 242. 外国人から見たらこっちも外国人宇宙人から見たらこっちも宇宙人 - 243. 何回見てもラピュタはいい - 244. 愛とは無償のものなり - 245. 黒船は沈む時も派手 - 246. 柳の下にどじょうは沢山いる |

| - 247. Polígonos suaves suavizar o coração de um ser humano. - 248. O corpo humano é como um pequeno universo. - 249. Há sempre dois rapazes em uma festa de guerreiros que, essencialmente, fazer a mesma coisa. - 250. Idiotas levam idiotas. - 251. E então, em direção a uma lenda. - 252. Cheiro de perigo. - 253. Uma situação deliciosa. - 254. Como não há luz, não há brilho. - 255. Apanhados na teia da aranha, e você vai ter dificuldade para escapar. | - 247. なめらかなポリゴンは人の心もなめらかにする - 248. 人の身体は小宇宙 - 249. パーティーに勇者が二人いるとメダパニと同じ効果がある - 250. 導かれしバカたち - 251. そして伝説へ - 252. アメとムチは使いよう - 253. 人は閉じ込められると自分の中の扉が開く - 254. 夜の蜘蛛は縁起が悪い - 255. 蜘蛛の糸は一度絡まるとなかなかとれない |

| - 256. Pessoas bonitas ficar chato depois de 3 minutos, pessoas feias que pode viver para sempre. - 257. Um único fio pode causar um incêndio. - 258. Em vez de sair antes que os alunos, os professores devem deixar juntamente com eles. - 259. Não há inferno para pagar quando alguém irresponsável fica irritado. - 260. As coisas importantes são geralmente mais pesados fardos. - 261. Quando chegar a hora, pague o que deve. - 262. Esteja avisado, bebida e mulheres não se misturam. - 263. Pessoas de todas as idades odeiam o dentista. - 264. O tamanho da aréola de uma pessoa e a sua altura é sempre proporcional. | - 256. 美人は3分で飽きるがブサイクは永久不滅 - 257. 糸一本火事の元 - 258. 師は先に往く者ではなく共に往く者 - 259. チャランボランな奴ほど怒ると恐い - 260. 大切な荷ほど重く背負い難い - 261. 恩返しは気づいた時にやっておけ - 262. 酒と女はワンセットで気をつけろ - 263. 幾つになっても歯医者は嫌 - 264. 乳輪のデカさと人間のデカさは比例する |

| - 265. Que se danem as pesquisas de popularidade. - 266. Pesquisas de popularidade podem arder no inferno. - 267. Pesquisas de popularidade podem ser transformadas em Tofu e ser arremessado na cara de alguém. - 268. Pesquisas de popularidade podem... - 269. A frase, "urinar em uma picada de abelha" é um mito, você pegará germes, então não faça isso!! - 270. Cuidado com os sinais - 271. Há coisas que não importa quão sujo que são, têm de ser expostos. - 272. Uma vez que a bandeira esteja hasteada, é o adeus. - 273. Rádio-exercícios são reuniões sociais para meninos e meninas. | - 265. 人気投票なんて糞食らえ - 266. 人気投票なんて燃えて灰になれ - 267. 人気投票なんて豆腐の角に頭をぶつけて粉砕骨折しろ - 268. 人気投票なんて… - 269. 蜂に刺されたら小便かけるってアレは迷信ですバイ菌入るから気をつけようね!! - 270. 死亡フラグに気をつけろ - 271. 汚れても護らなければいけないものがある - 272. フラグを踏んだらサヨウナラ - 273. ラジオ体操は少年少女の社交場 |

| - 274. Um registro de observação deve ser lido do começo ao fim. - 275. Ao olhar para alguma coisa, busca de seu ponto de vista. - 276. "Shimura atrás de vocêêêêê!" Hein? Eu não percebi que realmente é Shimura!! - 277. Liberdade significa viver de acordo com seus princípios, não sem leis! - 278. Bichanos e suas caudas têm algum tipo de uso. - 279. Blues dos gatos de rua do Distrito Kabuki. - 280. Cozinhar é pra quem tem coragem. - 281. Sempre que ouço a palavra "Leviatã", como a pensar imediatamente em Sazae-san!! - 282. Não perca para a chuva. | - 274. 観察日記は最後までやりきろう - 275. 捜しものをする時はそいつの目線になって捜せ - 276. ｢志村うしろォォォ｣ってアレホントは志村気づいてんだぜ!! - 277. 自由とは無法ではなく己のルールで生きること - 278. 猫と尻尾は使いよう - 279. かぶき町野良猫ブルース - 280. 料理は根性 - 281. リヴァイアサンってきいたらどうしてもサザエさんがチラつく俺のバカ!! - 282. 雨ニモ負ケズ |

| - 283. As expectativas para um filme são proporcionais à altura do assento da frente no teatro. - 284. Não perca para o vento. - 285. Não perca para a tempestade. - 286. Não perca para o meteorito. - 287. Não perca para o demônio herege. - 288. Nunca perca esse sorriso. - 289. É assim que desejo ser, forte e bonito. - 290. O vermelho do Papai Noel é vermelho sangue. - 291. Papai Noel não é limitado de presentes. | - 283. 映画の期待値の高さと前の観客の座高は比例する - 284. 風ニモ負ケズ - 285. 嵐ニモ負ケズ - 286. 隕石ニモ負ケズ - 287. 天魔外道ニモ負ケズ - 288. イカナル時ニモ笑顔ヲ絶ヤサナイ - 289. ソンナ強ク美シイモノニ私ハナリタイ - 290. サンタクロースの赤は血の色 - 291. サンタが届けるはプレゼントではなく夢 |

| - 292. Qualquer um pode ser o Papai Noel. - 293. Refeições devem ser balanceadas. - 294. Use uma caneta de caligrafia para cartões de ano novo. - 295. O sentimento vem antes do chocolate. - 296. É muito confuso falar sobre a garota propaganda de um outdoor, então chame-a de garota sanduíche. - 297. Uma cidade sem lei tende a atrair um monte de bandidos. - 298. Lixo que é misturado fede. - 299. Quando foram Odagiri Joe penteado e as vendas de continuação Shenmue decidiu? - 300. Fantasmas não são os únicos que vagam livremente por cemitérios. | - 292. 人類みなサンタ - 293. 食事はバランスを考えろ - 294. 年賀状は筆ペンでいけ - 295. カカオよりココロ - 296. 看板屋の看板娘はもう面倒なんで二枚の板と呼べ - 297. 無法の街に集うはキャッホーな奴ばかり - 298. ゴミに交われば臭くなる - 299. オダギリジョーの髪型とシェンムーの続編発売はいつになったら決定するんですか - 300. 墓場で暴れるのは幽霊だけでない |

| - 301. É responsabilidade de um jovem para vigiar o idoso até a morte, e o trabalho de idoso cuidar de jovens como eles vivem. - 302. As correntes de um guerreiro. - 303. Obrigações que não podem ser cortados por 30 volumes no valor de inimigos. - 304. Cidade de ferro. - 305. Quando um homem velho e uma jovem se reunem, todos os tipos de criatividade abundem. - 306. Teimoso, insolente, determinado e rígido. - 307. Batalha dos macacos nobres. - 308. O tubo e o Jitte. - 309. Como você faz!! | - 301. 若者の務めは老人の死を看とること 老人の務めは若者の生を看とること - 302. 侠の鎖 - 303. 30巻あいても切れない絆 - 304. 鉄の街 - 305. ジジイと若い女が一緒にいると何か色々想像力が増す - 306. しぶとくずぶとくしたたかにしなやかに - 307. 猿公達の闘い - 308. 煙管と十手 - 309. お控えなすって!! |

| - 310. Este mundo maravilhoso está cheio de bastardos. - 311. Par ou Ímpar. - 312. Difícil para comandar técnicas super secretas, não funciona. - 313. Nós somos todos os soldados na guerra contra o destino. - 314. Jugem - 315. Nomes e naturezas muitas vezes combinam. - 316. Quando você vai a um funeral pela primeira vez, você se surpreende em saber o quão felizes as pessoas estão. - 317. Você olha duas vezes chá de cúrcuma. - 318. Óculos são uma parte da alma. | - 310. 悪党だらけの この素晴らしき世界 - 311. 丁か半か - 312. 超必殺コマンドは難すぎて出せない - 313. 人は皆運命と戦う戦士 - 314. 寿限無 - 315. 名は体を表す - 316. 葬式って初めていくと意外とみんな明るくてビックリする - 317. ウコン茶は二度見してしまう - 318. メガネは魂の一部です |

| - 319. Zzzzz - 320. Aniquilação VS Matador Letal - 321. Óculos previnem que você veja algumas coisas. - 322. O que acontece duas vezes pode acontecer três vezes. - 323. Você não pode dizer piscina sem Porori. - 324. Todos parecem crescidos após as férias de verão. - 325. Todos parecem crescidos após as férias de inverno. - 326. Logo Após o Golden Week termina, se você pode ver, você pode ver. - 327. Velas são um pouco emocionante, não são? - 328. As pinças de um caranguejo podem cortar uma amizade. | - 319. Z～～～～ - 320. 滅殺VS必殺 - 321. メガネじゃ見えないものがある - 322. 二度あることは三度ある - 323. プールといったらポロリ - 324. 夏休みあけは皆ちょっと大人に見える - 325. 冬休みあけも皆けっこう大人に見える - 326. GWあけも見えるっちゃあ見える - 327. ロウソクってちょっとドキドキするよね - 328. カニのハサミは絆を断つハサミ |

| - 329. Situação familiar de um velho é muito difícil. - 330. O coração de um velho é mole. - 331. Mesmo os adultos podem aprender muito com viagens de campo. - 332. Eu não consigo lembrar nada sobre uma excursão na fábrica. - 333. Todo mundo cometeu o empréstimo pecado sem retorno. - 334. A casa de banho, onde você está pelado de corpo e alma. - Omake. "Passe Grosseria-san." | - 329. おっさんの家庭事情は大分ハード - 330. おっさんのハートは意外とソフト - 331. 社会見学は大人にとっても学ぶ事の多い場 - 332. 工場見学とか正直一つたりとも記憶に残ってねェ - 333. 人はしらないうちに借りパクという罪を犯している - 334. 銭湯では身も心も丸裸 - Omake. ｢ばんからさんが通る｣ |

| - 335. É preciso também se revezam lavar costas uns dos outros, assim Timhotel facção também camélia Vidal Sassoon. - 336. Até mesmo uma festa de Ano Novo Tem coisas que você nunca deve esquecer. - 337. Vai ficar tudo bem~ - 338. Cuidado com a dona de casa ao lado. - 339. Pessoas esquecem de devolver coisas o tempo todo sem mesmo perceber. - 340. Então, na segunda temporada de Prison Break, eles já fugiram da prisão, mas o nome ainda funciona quando você percebe que a sociedade é uma prisão. - 341. Todo mundo ama pijamas. - 342. Eu vou lançar-vos para a câmara de punição. - 343. Ecstasy azul e vermelho. | - 335. 椿派もヴィダルサスーン派もティモテ派も背中を流し合えば一つ - 336. 忘年会でも忘れちゃいけないものがある - 337. だいじょうぶだ～ - 338. 隣の奥様にも気をつけろ - 339. 人は忘れることで生きていける - 340. プリズンブレイクシーズン2って確かにもうプリズンブレイクしてるけどあれはこの腐った社会がプリズンってことだからプリズンブレイクでいいんだよ - 341. 人は皆パジャマっ子 - 342. 懲罰房にブチ込むぞ - 343. 青と赤のエクスタシー |

| - 344. Eu ouso dizer, posso Esquiar com você? - 345. Mesmo quando se coloca o maior esforço para criar cúpulas de neve, no dia seguinte, algum moleque vai quebrá-las. - 346. Não podemos tirar férias pela Companhia!? - 347. Amor não é nem uma adição nem subtração. - 348. O amor é uma ilusão. - 349. O amor não é algo para se tomar, mas uma coisa que se recebe. - 350. O vasto mundo está cheio de amor. - 351. Seria muito trabalhoso fazer esse titulo parecer com o assunto de uma mensagem de texto. - 352. Mensageiro de fora. | - 344. 拙者をスキーにつれてって - 345. かまくらはどんだけ頑張って作っても次の日にはどっかのクソガキに壊される - 346. 慰安旅行はイヤンどこォ!? - 347. 愛にプラスもマイナスもなし - 348. 愛なんてしょせん幻想 - 349. 愛はもらうものではなく与えるものなり - 350. 渡る世間は愛ばかり - 351. ここのタイトルもメールのタイトルみたいなトコも考えるのメンド臭ぇ - 352. 圏外からの使者 |

## Volumes 61~Atual
| - 543. Sinal de fogo. - 544. Memórias da espada. - 545. Karma. - 546. Último endereço. - 547. Erro. - 548. Algo esquecido. - 549. Nobume - 550. Adeus Shinsengumi - Início - 551. Adeus Shinsengumi - Fim | - 543. 狼煙 - 544. 剣の記憶 - 545. 業 - 546. 最後のアドレス - 547. 過ち - 548. 忘れもの - 549. 信女 - 550. さらば真選組・前篇 - 551. さらば真選組・後篇 |

| - 552. O monstro e o filhote do monttro. - 553. O último dia da Kiheitai. - 554. Ryuumyaku - 555. Pedido de licença. - 556. Algo sem valor. - 557. Os pirralhos bons-em-nada daquela época. - 558. Cidade natal. - 559. Aroma. - 560. Lâmina final. - 561. A canção do guerreiro. | - 552. 化物と化物の子 - 553. 鬼兵隊の最後の日 - 554. 龍脈 - 555. 休暇届 - 556. くだらぬもの - 557. あの頃の悪ガキ - 558. 故郷 - 559. 匂い - 560. 最後の一刀 - 561. 武士の唄 |

| - 562. O jovem nobre da loucura. - 563. Kotarou fugitivo. - 564. Zura - 565. Brinquedos. - 566. Dois idiotas. - 567. Topo. - 568. Navio do céu. - 569. O momento do espadachim. - 570. Abismo das entranhas. - 571. Manjuus e café da manhã. | - 562. 狂乱の貴公子 - 563. 逃げの小太郎 - 564. ヅラ - 565. 玩具 - 566. うつけもの二人 - 567. 頂 - 568. 空の船 - 569. 剣士の瞬間 - 570. 肚の深淵 - 571. まんじゅうと朝飯 |

| - 572. Local da morte. - 573. Dez anos. - 574. Caminho. - 575. Velhos amigos e novos amigos. - 576. Duas bestas. - 577. Bebê chorão. - 578. Um sapo num poço. - 579. Mestre de Kouan. - 580. Flor murcha. | - 572. 死に場所 - 573. 十年 - 574. 道 - 575. 旧き友と今の友 - 576. 二匹の雄 - 577. 泣き虫 - 578. 井の中の蛙 - 579. 徨安のヌシ - 580. 枯れた花 |

### Capítulos que ainda não foram compilados em volumes
| 581. | Coelho perdido.    | まよい兎         |
| 582. | Cristal.           | 結晶             |
| 583. | Braço direito.     | 右腕             |
| 584. | O mais forte.      | 最強             |
| 585. | Nome.              | 名前             |
| 586. | Fundo              | 底               |
| 587. | Maldito idiota     | すっとこどっこい |
| 588. | Planeta azul       | 青い星           |
| 589. | Irmãos             | 兄妹             |
| 590. | Primeiro discípulo | 一番弟子         |
| 591. | Sangue e alma      | 血と魂           |
| 592. | Reclamação         | グチ             |
| 593. | Os dois utsuros    | 二人の虚         |